# Nediskriminatorni napad
V mednarodnem humanitarnem pravu in mednarodnem kazenskem pravu je nediskriminatorni napad (tudi neselektivni napad, napad brez izbire cilja) vojaški napad, ki ne razlikuje med vojaškimi cilji in zaščitenimi (civilnimi) objekti. Neselektivni napadi enako prizadenejo vojaške in zaščitene objekte, s čimer je kršeno načelo razlikovanja med borci in civilisti. Razlikujejo se od neposrednih (ali namernih) napadov na civiliste. Nediskriminatorni napadi zajemajo primere, v katerih so storilci brezbrižni do narave tarče, uporabo taktike ali orožje, ki je samo po sebi nediskriminatorno (npr. kasetno strelivo, protipehotno mine, jedrsko orožje) in primere, ko je napad nesorazmeren zaradi verjetnosti povzročitve prevelike škode na zaščitenih objektih.
Neselektivne napade prepovedujeta Dodatni protokol I. Ženevske konvencije (1977) in običajno mednarodno pravo. Tovrstni napadi so vojni zločin po Rimskem statutu Mednarodnega kazenskega sodišča, storilce pa je mogoče preganjati in jim soditi na mednarodnih in domačih sodiščih.